# J. Robin Miller
Jennifer Robin Miller (Findlay (Ohio), 21 juni 1972) is een Amerikaanse actrice.

## Biografie
Miller begon in 1996 met acteren in de televisieserie Roseanne. Hierna heeft ze nog meerdere rollen gespeeld in televisieseries en films. Maar zij is het meest bekend van haar rol als Lydia Karenin met de televisieserie General Hospital waar zij in 46 afleveringen speelde (2003). 

## Filmografie

### Films
- 2014 Someone Marry Barry - als Paige
- 2002 Scared – als Skyler

### Televisieseries
Uitgezonderd eenmalige gastrollen.
- 2011 Matumbo Goldberg – als mevr. Goldberg – 5 afl.
- 2003 General Hospital – als Lydia Karenin – 46 afl.
- 1998 Beverly Hills, 90210 – als Leah – 3 afl.
- 1997 Beyond Belief: Fact or Fiction – als Jill – 2 afl.